# Macleaya microcarpa
Espèce
Classification phylogénétique
Taxons de rang inférieur
- Voir le texte

Macleaya microcarpa est une espèce de plantes à fleurs de la famille des Papavéracées originaire de Chine. Le nom du genre commémore l'entomologiste écossais Alexander Macleay.
Nom chinois : 小果博落回

## Description[1]
Macleaya microcarpa est une plante vivace, rhizomateuse, caduque, hermaphrodite, lactifère au latex jaune.
La base de la plante est légèrement lignifiée.
La tige, droite, porte de grandes feuilles alternes. Elle atteint moins d'un mètre de haut.
Les inflorescences sont de grandes panicules.
La fleur a deux sépales formant un calice coloré. Elle est apétale et possède de nombreuses étamines mais moins que l'espèce Macleaya cordata : au maximum 12. Ces étamines ont un filament plus court que les anthères.
La capsule est orbiculaire.
Les graines sont ovoïdes, mais uniques par locule, attachées à la base.
Deux décomptes de chromosomes, l'un en 1989, l'autre en 1994, ont donné, l'un 5 paires et le deuxième 10 paires.

## Distribution
Cette espèce est une plante endémique de Chine : Gansu, Henan, Hubei, Jiangsu, Jiangxi, Shaanxi, Shanxi et Sichuan.
Son usage ornemental l'a répandue dans l'ensemble des pays à climat tempérés.

## Utilisation
Cette espèce connaît un usage croissant en France comme plante ornementale. Deux variétés horticoles commencent à être largement diffusées :
- Macleaya microcarpa 'Kelway's Coral Plume' - floraison rose corail
- Macleaya microcarpa 'Spetchley Ruby' - boutons pourpres et floraison abricot

Elle peut être victime d'une infection fongique par Erysiphe macleayae

## Historique et position taxinomique
Carl Maximowicz décrit, en 1889, une première fois cette espèce sous le nom de Boccaria microcarpa Maxim.
Friedrich Fedde la replace dans le genre Macleaya en 1905.
Comme le genre, elle est placée dans la sous-famille des Papaveroideae, tribu des Chelidonieae.